# Bukowa (Beskid Sądecki)
Bukowa (1077 m) – szczyt w Beskidzie Sądeckim w głównym grzbiecie Pasma Jaworzyny, pomiędzy Czubakowską (1082 m) a Jaworzyną Krynicką (1114 m). Jest to mało wybitny szczyt, ale ma znaczenie topograficzne, gdyż jest zwornikiem. W południowo-zachodnim kierunku odchodzi od Bukowej boczny grzbiet, który poprzez Wielką Bukową (na której zakręca na południe) i Kotylniczy Wierch opada do miejscowości Szczawnik. Grzbiet ten oddziela dolinę potoku Szczawnik od doliny jego dopływu – potoku Szczawniczek. Na wschodnich natomiast stokach Bukowej ma źródła Czarny Potok uchodzący do Kryniczanki.
Przez Bukową prowadzi szlak turystyczny. Jest to czerwono znakowany Główny Szlak Beskidzki. Omija on wierzchołek Bukowej po wschodniej stronie. Obecnie Bukowa jest niemal całkowicie zalesiona. Dominuje buk z domieszką jodły. Dawniej jednak znaczną część grzbietu od Runka po Jaworzynę Krynicką pokrywały wielkie pasterskie hale i polany wypasane przez zamieszkujących te okolice Łemków. Po ich wysiedleniu (w ramach akcji Wisła) hale zostały zalesione. Na zdjęciach lotniczych mapy Geoportalu widoczne są jeszcze niezalesione polany w masywie Bukowej, m.in. Bukowa Polana na południowo-zachodnim grzbiecie. 

## Szlaki turystyczne
czerwony: Rytro – Schronisko PTTK na Hali Łabowskiej – Runek – Bukowa – Jaworzyna Krynicka

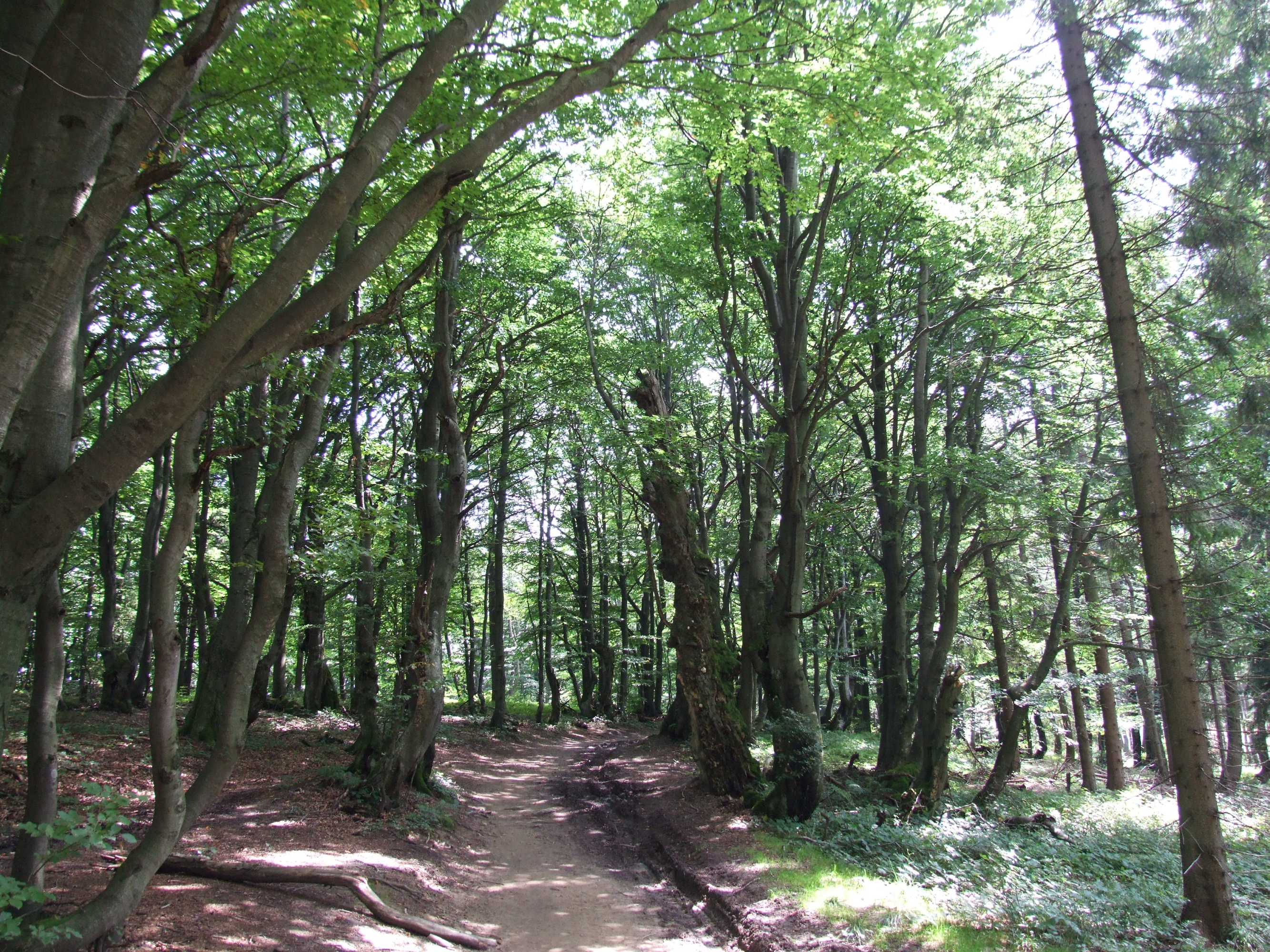
Bukowy las i szlak turystyczny na grzbiecie Bukowej